# 河東町広田
河東町広田（かわひがしまち ひろた）は、福島県会津若松市の大字である。郵便番号は969-3471。

## 地理
会津若松市北部の河東地区（旧河沼郡河東町域）に属する。北で河東町郡山、河東町南高野、東で河東町浅山、河東町金田、南で河東町倉橋、西で高野町上沼とそれぞれ隣接する。概ね町村制施行以前の河沼郡広田村の流れを汲む地域である。河東地区中西部に位置し、一級水系阿賀野川水系日橋川と大工川との間の一部を主な範囲とする。南北にJR磐越西線が縦断し、広田駅の西側に住宅が集まる。また駅東側には1917年より藤田鉱業広田製鋼所、現在の三菱製鋼広田製作所が置かれている。

### 主な字
字
- 家東戊
- 家前己
- 家前戊
- 戌亥戊
- エゾアナ己
- 大高田
- 大道端丙
- 落合道己
- 柿下己
- 上沢目丙

- 川下己
- 熊ノ壇乙
- さの道
- サノ道乙
- 沢目
- 沢目前丙
- 塩新
- 地蔵堂丙
- 十枚田丙
- 田中原

- 壇ノ西己
- 堤
- 堤己
- 堤尻丙
- 堤西
- 堤東
- 堂目丙
- トドメキ巳
- 長音甲
- 中島戊

- 長峯
- 長峯戊
- 東
- 東新田乙丁
- 広田
- 船石己
- 古屋敷丙
- 町道乙
- 道北乙
- 道下己

- 緑ヶ丘
- 宮腰甲
- 宮西丙
- 村上丁
- 村西丁
- 村東
- 谷地田己
- 横堀
- 六丁

## 歴史
- 1875年 - 沢目新田、堤新田、横堀新田、原村、六町原村、塩庭新田が統合され広田村が発足する。
- 1879年1月27日 - 広田村が福島県内における郡区町村制の施行により河沼郡の村となる。
- 1889年4月1日 - 町村制の施行により広田村が周辺7村と合併し日橋村が発足する。旧広田村域は日橋村の大字となる。
- 1957年4月1日 - 日橋村が堂島村と合併して河東村が発足し、河東村の大字となる。
- 1978年4月1日 - 河東村が町制施行し、河東町の大字となる。
- 2005年11月1日 - 河東町が会津若松市に編入され、会津若松市の大字となる。

## 世帯数と人口
2024年1月1日現在の世帯数と人口は以下の通りである。
| 大字       | 世帯数  | 人口    |
| ---------- | ------- | ------- |
| 河東町広田 | 726世帯 | 1,854人 |

## 小・中学校の学区
市立小・中学校に通う場合、学区は以下の通りとなる。
| 番地 | 小学校                       | 中学校                       |
| ---- | ---------------------------- | ---------------------------- |
| 全域 | 会津若松市立河東学園前期課程 | 会津若松市立河東学園後期課程 |

## 交通

### 鉄道
JR東日本
- 磐越西線
  - 広田駅

### 道路
- 福島県道33号会津坂下河東線
  - 広田跨線橋
- 福島県道69号北山会津若松線
- 幹線市道Ⅰ-36号
- 幹線市道Ⅰ-41号
- 幹線市道Ⅰ-42号

## 施設
- 旧会津若松市立河東中学校
- 旧仁愛看護福祉専門学校 介護福祉科
- 広田保育所
- 広田郵便局
- ダイエー 河東店
- 三菱製鋼 広田製作所